# Teofilo da Corte
Teofilo da Corte (Corte, 30 ottobre 1676 – Fucecchio, 19 maggio 1740) è stato un teologo italiano, frate francescano della Corsica venerato come santo dalla Chiesa cattolica.

## Biografia
Nato con il nome di Biagio de' Signori da Giovanantonio e Maria Maddalena Arrighi a Corte, in Corsica, allora parte della Repubblica di Genova, a soli 17 anni lasciò casa ed entrò nei Cappuccini di San Francesco poi passò ai Frati Minori Osservanti e il 21 settembre 1693 prese il nome di Teofilo che significa "amante di Dio".
Studiò filosofia a Roma e teologia nel convento di Santa Maria La Nova di Campagna, nei pressi di Salerno dove prese i voti.
Divenne poi eremita a Bellegra nel Lazio e incontrò sui Monti Prenestini, nel 1702, san Tommaso da Cori.
Rimase a Bellegra per molti anni, poi nel 1730 tornò in Corsica, a Zuani, quindi, nel 1734, tornò a Roma e poi a Bellegra nel 1735, ma vi rimase poco tempo perché fondò un nuovo convento in Toscana, a Fucecchio, dove morì all'età di 63 anni.

## Culto
Nel 1755 venne dichiarato da papa Benedetto XIV venerabile, nel 1896 venne beatificato da Leone XIII e il 29 giugno 1930 venne canonizzato da Pio XI.